# Thanh Tuyền
Thanh Huyền is een xã in huyện Dầu Tiếng, een district in de Vietnamese provincie Bình Dương.
Thanh Huyền ligt in het zuiden van het district, ongeveer vijftien kilometer ten zuidoosten van thị trấn Dầu Tiếng, de hoofdplaats van Dầu Tiếng. Thanh Huyền ligt op de noordelijke oever van de Sài Gòn. Deze rivier vormt de grens met Trảng Bàng, een district in de provincie Tây Ninh en met Củ Chi, een district van Ho Chi Minhstad.